# Viktor Logunov
Viktor Alekseevič Logunov (in russo Виктор Алексеевич Логунов?; Mosca, 21 luglio 1944 – 10 ottobre 2022) è stato un pistard sovietico, dal 1991 russo.

## Palmarès

### Olimpiadi
- 1 medaglia:
  - 1 argento (Tokyo 1964 nel tandem[2])